# ミア・ドイ・トッド
ミア・ドイ・トッド（Mia Doi Todd、日本名：土井 美亜、1975年6月30日 - ）は、シンガーソングライター。アメリカ合衆国、カリフォルニア州ロサンゼルス出身の日系アメリカ人。

## 概要
父親がアイルランド系アメリカ人で母親が日系アメリカ人のハーフ。イェール大学では東アジア研究を専攻していた。大学在学中にアルバム『The Ewe and the Eye』でデビュー。1998年の大部分は日本で暮らし、暗黒舞踏を学んでいた。

## コラボレーション
その独特な声質から、スコット・ヘレンなどのエレクトロニカ／ロック／ヒップホップのアーティストとコラボレーションすることが多い。

## ディスコグラフィ

### スタジオ・アルバム
- The Ewe and the Eye (1997年)
- Come Out of Your Mine (1999年)
- Zeroone (2001年)
- 『ゴールデン・ステイト』 - The Golden State (2002年)
- Manzanita (2005年)
- 『ジーイーエー』 - Gea (2008年)
- Morning Music (2009年) ※with Andres Renteria
- 『Cosmic Ocean Ship』 - Cosmic Ocean Ship (2011年)
- 『フロレスタ』 - Floresta (2014年)
- 『SONGBOOK』 - Songbook (2016年)
- 『ミュージック・ライフ』 - Music Life (2021年)

### サウンドトラック
- Music for A Midsummer Night's Dream (2018年)[1]

### リミックス・アルバム
- La Ninja: Amor and Other Dreams of Manzanita (2006年)

### EP
- Pink Sun EP (2006年)

### シングル
- "Dublab Remixes" (2003年)
- "Sleepless Nights" (2008年)
- "Take What You Can Carry (Scientist Dub One)" (2020年)